# اسمول کورپوریشن
اسمول کورپوریشن (انگلیسی: Smule Corporation) شرکت نرم‌افزار آمریکایی است، که در سال ۲۰۰۸ تأسیس شد.